# Трбовлє (община)
Община Трбовлє (словен. Občina Trbovlje) — одна з общин в центральній Словенії. Адміністративним центром є місто Трбовлє. Община була сильний центром гірничої промисловості Словенії, який все ще актуальний сьогодні.

## Населення
У 2010 році в общині проживало 17376 осіб, 8515 чоловіків і 8861 жінок. Чисельність економічно активного населення (за місцем проживання), 6537 осіб. Середня щомісячна чиста заробітна плата одного працівника (EUR), 1018,68 (в середньому по Словенії 966.62). Приблизно кожен другий житель у громаді має автомобіль (46 автомобілів на 100 жителів). Середній вік жителів склав 43,6 роки (в середньому по Словенії 41.6). 